# Cassephyra languida
Cassephyra languida là một loài bướm đêm trong họ Geometridae.